# (3001) Микеланджело
(3001) Микеланджело (итал. Michelangelo) — типичный астероид главного пояса, который был открыт 24 января 1982 года американским астрономом Эдвардом Боуэллом в обсерватории Андерсон-Меса и назван в честь великого итальянского скульптора, художника, архитектора, поэта и инженера Микеланджело Буонарроти (1475—1564).

Орбита астероида Микеланджело и его положение в Солнечной системе
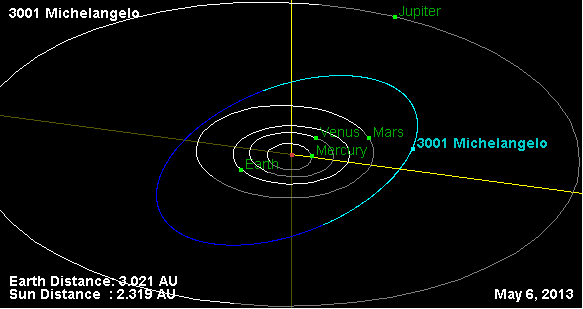
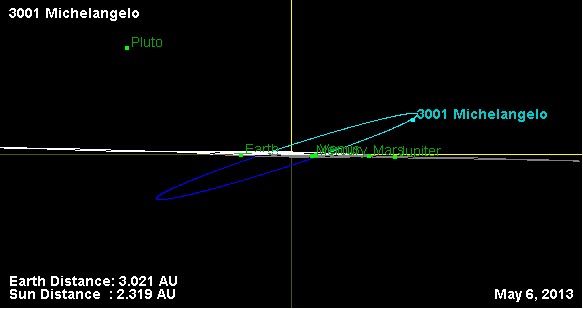